# Divisione di Eden-Monaro
La divisione di Eden-Monaro è una divisione elettorale australiana nello stato del Nuovo Galles del Sud. La divisione fu creata nel 1901, è infatti uno dei 75 seggi che furono stabiliti alle prime elezioni australiane. Il suo nome è dedicato al paese di Eden e alla regione di Monaro, entrambi nel Nuovo Galles del Sud meridionale. I suoi confini sono cambiati relativamente poco e si stende su un territorio molto ampio. Curiosamente, dal 1972 elegge rappresentanti dello stesso colore politico del partito al governo.

## Deputati
| Deputato     | Deputato         | Partito                   | Periodo   |
| ------------ | ---------------- | ------------------------- | --------- |
|              | Austin Chapman   | Protezionista             | 1901–1909 |
|              | Austin Chapman   | Liberale del Commonwealth | 1909–1916 |
|              | Austin Chapman   | Nazionalista              | 1916–1926 |
| John Perkins | 1926–1929        | Nazionalista              |           |
|              | John Cusack      | Laburista                 | 1929–1931 |
|              | John Perkins     | United Australia          | 1931–1943 |
|              | Allan Fraser     | Laburista                 | 1943–1966 |
|              | Dugald Munro     | Liberale                  | 1966–1969 |
|              | Allan Fraser     | Laburista                 | 1969–1972 |
| Bob Whan     | 1972–1975        | Laburista                 |           |
|              | Murray Sainsbury | Liberale                  | 1975–1983 |
|              | Jim Snow         | Laburista                 | 1983–1996 |
|              | Gary Nairn       | Liberale                  | 1996–2007 |
|              | Mike Kelly       | Laburista                 | 2007–2013 |
|              | Peter Hendy      | Liberale                  | 2013–2016 |
|              | Mike Kelly       | Laburista                 | dal 2016  |